# Fandom
A Fandom (korábban Wikia, 2017-től 2021-ig stilizált alakja: FANDOM) egy szolgáltatás, amelyet a Fandom, Inc. (korábban Wikia, Inc.), egy profitorientált, Delaware-ben bejegyzett cég üzemeltet. A Wikia szolgáltatást 2004-ben alapította Jimmy Wales és Angela Beesley. 2018-ban a Fandom a TPG Capital tulajdonába került.
A Fandom MediaWiki szoftvert használ; ezt használja a Wikipédia is. Bevétele a reklámokból és eladott tartalmakból származik. A legtöbb felhasználó által készített szöveget copyleft licenc alatt jelenteti meg. A Fandom továbbá egy projekt neve is, amely alatt popkulturális és játékokkal kapcsolatos híreket publikálnak. Minden Fandom wiki a fandom.com domain alatt jelenik meg, de egyesek, amelyek más témákra fókuszálnak a médiafranchise-okon kívül, egészen 2021 novemberig a wikia.org domain alatt jelentek meg.

## Története
A Fandom 2004. október 18-án indult, 23 óra 50 perckor, Wikicities néven, amely miatt többen a Yahoo! GeoCities nevű szolgáltatásához hasonlították. Jimmy Wales és Angela Beesley Starling alapították. 2006. március 27-én Wikiára változott a név. Egy hónappal korábban a Wikia bejelentette, hogy 4 millió dolláros befektetést kapott a Bessemer Venture Partnerstől és a First Round Capitaltől. Kilenc hónappal később az Amazon 10 millió dollárt fektetett a Wikia projektbe.
2006 szeptemberére körülbelül 1500 wikit tartalmazott 48 nyelven. Az idők folyamán több korábban független wiki, mint a LyricWiki, Nukapedia, Uncyclopedia és a WoWWiki is a Wikia tulajdonába kerültek. Gil Penchina ekkoriban a "Wikipédia könyvtárának és magazinos polcának maradékaként" írta le a Wikiát. A tartalmat többen informálisnak is nevezték, amely gyakran a szórakoztatás határán mozgott, ugyanis térképet, YouTube-videókat és egyéb nem hagyományos wikitartalmat lehetett a Wikián tárolni.
2010-re már 188 nyelven lehetett wikiket készíteni.
2016. január 25-én a Wikia egy új, szórakozással kapcsolatos híreket tartalmazó weboldalt indított Fandom néven. 2016. szeptember 26-án a Wikia bejelentette, hogy ezen év október 4-én a Wikia.com-ból "Fandom powered by Wikia" lesz, hogy jobban azonosítsák magukat a Fandom weboldallal.